# Metazygia mariahelenae
Metazygia mariahelenae är en spindelart som beskrevs av Levi 1995. Metazygia mariahelenae ingår i släktet Metazygia och familjen hjulspindlar. Inga underarter finns listade i Catalogue of Life.